# Fabian Thylmann
Fabian Thylmann (Aquisgrana, 5 giugno 1978) è un imprenditore tedesco, fondatore ed ex manager del conglomerato di siti web per adulti Manwin (poi Mindgeek e ora Aylo).
Nell'ottobre 2013 ha venduto la sua partecipazione nella società, che all'epoca era il più grande operatore di intrattenimento per adulti nel mondo.

## Biografia
Thylmann nasce a Düsseldorf da una famiglia di origine ebraica, ha iniziato a programmare computer all'età di 17 anni. La sua ascesa avvenne alla fine degli anni '90 quando sviluppò un software chiamato NATS (Next-generation Affiliate Tracking Software), che consentiva agli operatori dei siti web di tracciare gli utenti che cliccavano su pubblicità e link in modo che potevano essere pagate delle commissioni ad ogni clic. Thylmann utilizzò i soldi che aveva guadagnato con il NATS per acquistare varie società nell'industria per adulti, e nel marzo 2010 ha fondato la Manwin acquisendo le società Mensef e Interhub.
Nell'ottobre 2013 Thylmann si era dimesso e aveva venduto la Manwin per 73 milioni di euro.
Nel dicembre 2012 è stato estradato dal Belgio in Germania per sospetta evasione fiscale. Thylmann non ha contestato l'ordine di estradizione, anche se, a quanto riferito, ha negato di aver evaso le tasse.
Nell'aprile 2015, Thylmann è stato incriminato dal procuratore federale di Colonia, in Germania, per evasione fiscale. Le accuse sono state ritirate quando ha pagato 5 milioni di euro di multa.
Nel dicembre 2016, Thylmann è stato condannato al tribunale regionale di Aquisgrana per evasione fiscale a un anno e quattro mesi di libertà vigilata.